# 이리스 크루스
이리스 크루스(Iris Kroes, 1992년 11월 11일 ~ )는 네덜란드의 가수이다. 더 보이스 홀랜드 시즌 2 우승자이다.